# 菅谷政利
菅谷 政利（すがや まさとし、万治3年（1660年） - 元禄16年2月4日（1703年3月20日））は、江戸時代前期の武士。赤穂浪士四十七士の一人。通称は半之丞（はんのじょう）。

## 生涯
万治3年（1660年）、赤穂藩浅野家譜代家臣・菅谷平兵衛の次男として生まれる。母は津田五郎左衛門の娘。兄に岡本松之助がいたが、この兄は菅谷家の家督を継がず備後国三次で浪人したため、政利が菅谷家の嫡男となった。
元禄6年（1693年）に父・平兵衛が死去したため勘当解除や家督もこのあたりと思われる。赤穂藩では馬廻り役また郡代として仕えた（100石）。元禄7年（1694年）に主君・浅野長矩が備中松山城受け取りのために出陣した際には政利は赤穂留守部隊に編入されていた。
元禄14年（1701年）3月14日、主君・浅野長矩が吉良義央に殿中刃傷に及び、赤穂藩が改易されると、備中国足守や備後国三次へ赴いたとみられる（おそらく兄を頼ったのであろうと思われる）。また伏見に住んでいた時期もあったといわれる。元禄15年（1702年）10月7日に大石良雄にお供して江戸へ下向した。江戸到着後は大石良金の借家石町小山屋へ入るが、一時は谷中長福寺の近松行重の弟のところへも身を寄せていた。
赤穂事件の吉良邸討ち入りで菅谷は裏門隊に属した。元禄16年（1703年）2月4日、松平定直預かりとなり、同家家臣加藤斧右衛門の介錯で切腹した。享年43。主君・浅野長矩と同じ江戸の高輪泉岳寺に葬られた。法名は刃水流剣信士。

## 創作
父・平兵衛に後添えの継母との関係を疑われ、勘当により赤穂から放逐されていたというのが芝居などの脚色である。中央義士会は「政利が美少年だったので継母から懸想されたというのは史実ではない」とし、実際は醜男で容貌魁偉といわれている。
石岡久夫という弓道家は菅谷が山鹿流を学んだとしているが、赤穂市史編纂室は疑問視し、菅谷を「もっとも行動や考えのわかりにくい一人である」としている。素行が赤穂藩を致仕した年と同年の生まれであり、流罪を許された年には、政利はすでに勘当されており赤穂に不在である。